# لمسيات النبت

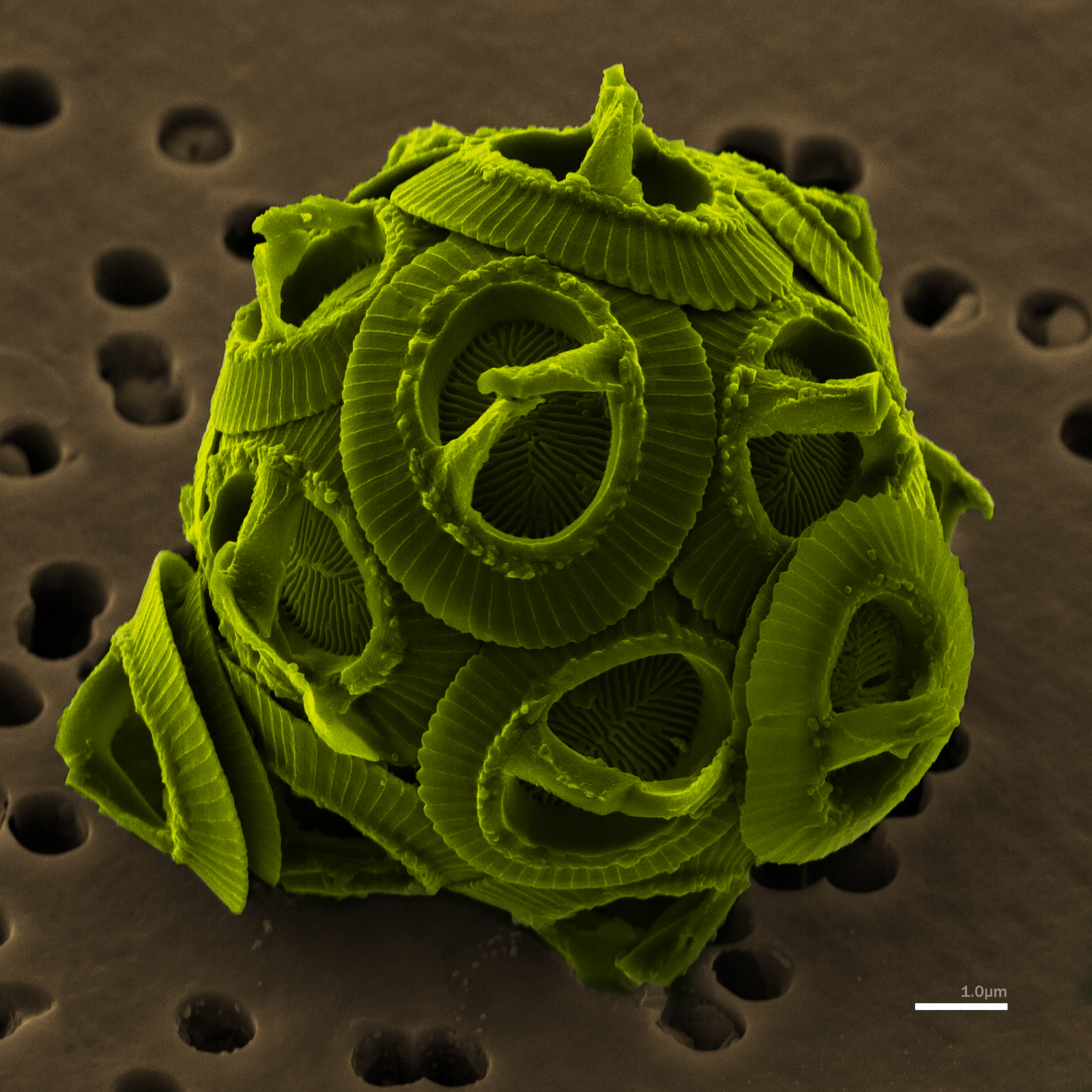

لمسيات النبت أو الطحالب الملتصقة (الاسم العلمي: Haptophyta) هي شعبة من الأسناخ صبغية. بالرغم من أن علم الوراثة العرقي لهذه المجموعة قد أصبح مفهومًا أكثر في السنوات الأخيرة، إلا أن بعض الخلاف ما زال دائرًا حول ماهية المستوى التصنيفي الأكثر ملاءمةً.

## الخصائص
تتشابه الصانعات اليخضورية مع تلك التي في السوطيات المتغايرة من حيث اصطباغها, لكن بنية باقي الخلية تختلف عنها، لذلك فمن المحتمل أن يكونوا سلالة منفصلة تنشق صانعاتهم اليخضورية من مُعايشاتٍ داخلية متشابهة. تحتوي الخلايا عادةً على سوطين غير متساويين بعض الشيء، كليهما أملس، وتحتوي أيضًا على عُضَيّة خَلَوِيّة فريدة تُسمى الخييطات اللمسية (بالإنجليزية: haptonema)‏ والتي تشبه ظاهريًا السوط ولكن تختلف عنه في ترتيب الـأنيبيبات وفي الاستخدام. ويرجع مصدر الاسم إلى الكلمة اليونانية hapsis, أي لمسة، وnema, أي خيط. وتحتوي المُتقدِّرات (الميتوكُندريات) على أعراف أنبوبية.

## الأهمية الاقتصادية
تُعد اللمسيات النبت مهمة اقتصاديًا مثل البفلوفيا اللوثرية (الاسم العلمي:Pavlova lutheri) وطحالب فصيلة الذهبية المتساوية (الاسم العلمي:Isochrysidaceae) التي تُستخدم على نطاقٍ واسع في صناعات الزراعة المائية.

## أمثلة وتصنيف
إن أكثر أنواع اللمسيات النبت شهرةً هي البذيرات الجيرية أو الطحالب العالقة(الاسم العلمي:coccolithophores), والتي لها هيكل خارجي من الصفائح الجيرية (coccoliths). وتُعد الطحالب العالقة جزءًا من العوالق النباتية البحرية الأكثر وفرةً، خاصةً في المحيط المفتوح، وهي كثيرة للغاية كأحافير دقيقة. أما بالنسبة للأنواع الأخرى من اللمسيات النبت العالقة التي تجري عليها الملاحظة، فتشمل: Chrysochromulina وبرمنسيون, والتي تُشكِّل بصورةٍ دورية انتشار الطحالب البحرية السامة وانتشار Phaeocystis والتي يمكن أن تنتج زَبدًا كريهًا يتراكم غالبًا على الشواطئ. يدعم كلٌ من الدليل الجزيئي والمورفولوجي تقسيمهم إلى خمس شعبات: فتُشكِّل الطحالب العالقة Isochrysidales وCoccolithales. وتُعد pico-prymnesiophytes غير المستنبتة والصغيرة للغاية (2-3μm) مهمة من الناحية البيئية
وتُعتبر اللمسيات النبت ذات ارتباطٍ وثيق بالمخفيات النبت.